# Portopalo di Capo Passero
Portopalo di Capo Passero is een gemeente in de Italiaanse provincie Syracuse (regio Sicilië) en telt 3617 inwoners (31-12-2004). De oppervlakte bedraagt 14,9 km², de bevolkingsdichtheid is 243 inwoners per km².

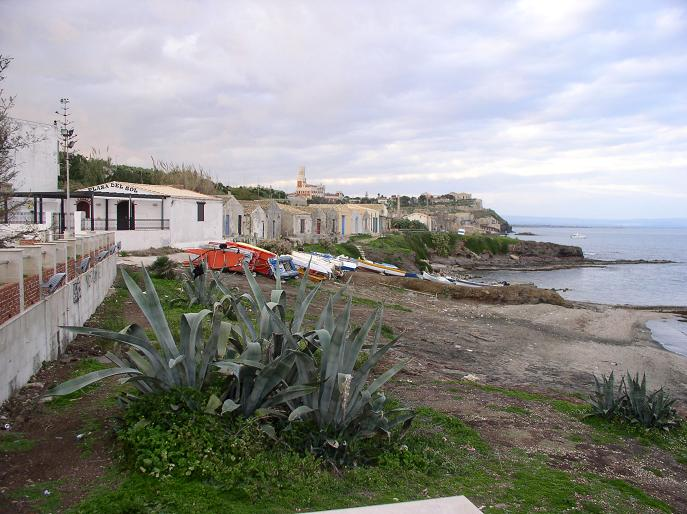
Portopalo di Capo Passero
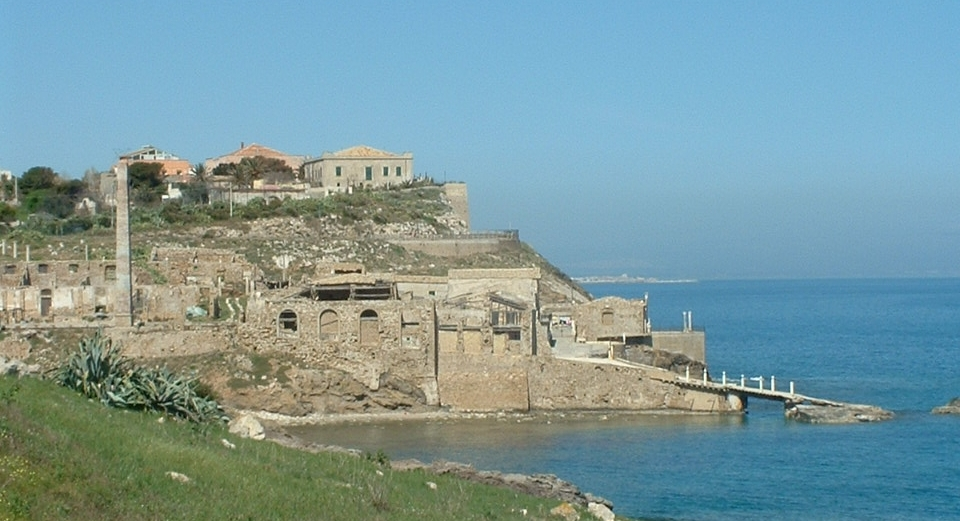
Tonnara
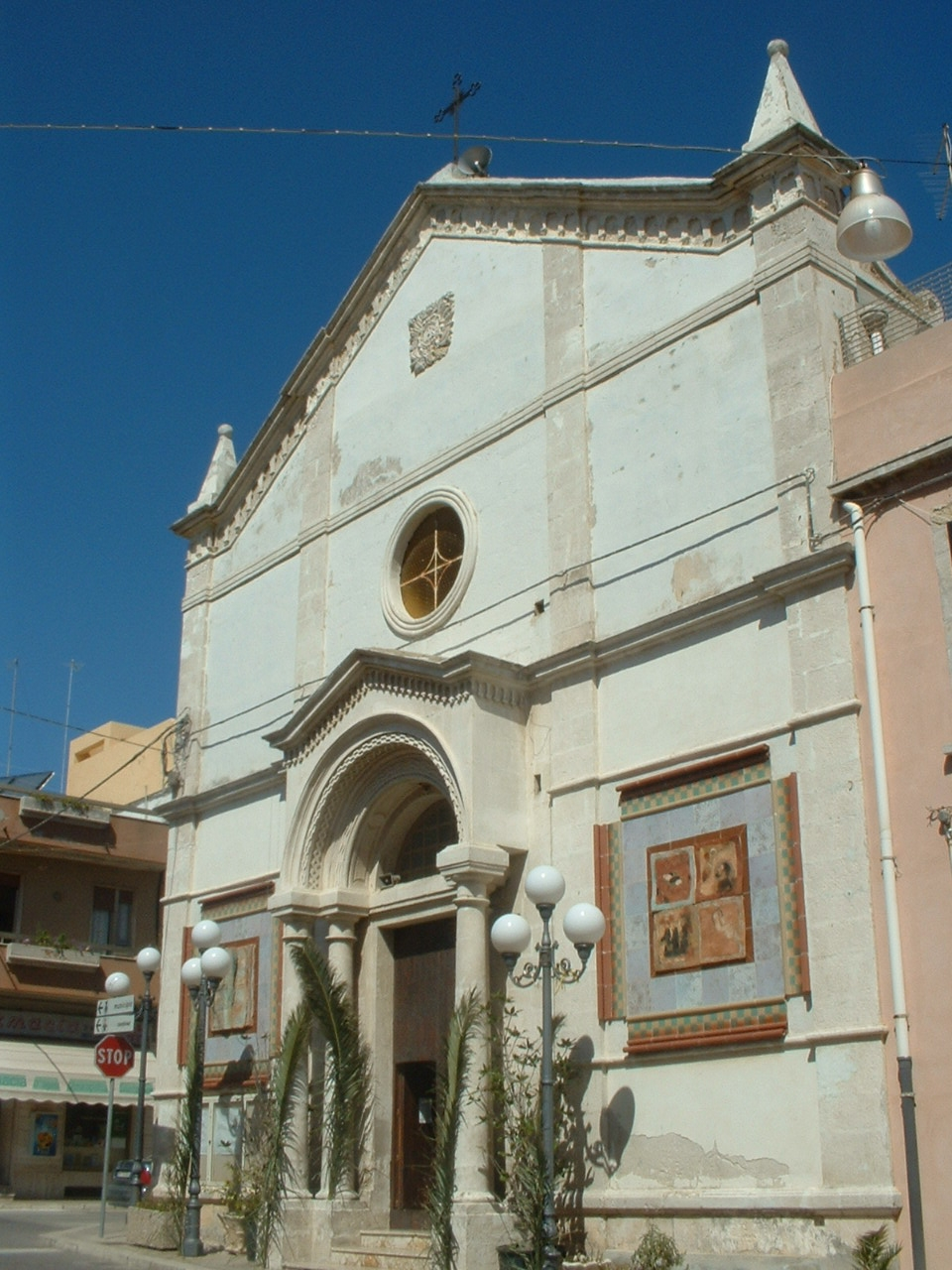
kerk van San Gaetano in Portopalo di Capo Passero

## Demografie
Portopalo di Capo Passero telt ongeveer 1307 huishoudens. Het aantal inwoners steeg in de periode 1991-2001 met 9,0% volgens cijfers uit de tienjaarlijkse volkstellingen van ISTAT.
| Jaar | Inwoneraantal |
| ---- | ------------- |
| 1991 | 3211          |
| 2001 | 3500          |

## Geografie
De gemeente ligt op ongeveer 20 m boven zeeniveau.
Portopalo di Capo Passero grenst aan de volgende gemeenten: Pachino.
Augusta · Avola · Buccheri · Buscemi · Canicattini Bagni · Carlentini · Cassaro · Ferla · Floridia · Francofonte · Lentini · Melilli · Noto · Pachino · Palazzolo Acreide · Portopalo di Capo Passero · Priolo Gargallo · Rosolini · Syracuse · Solarino · Sortino
1. ↑  https://demo.istat.it/?l=it.